# Cubillas de los Oteros
Cubillas de los Oteros – gmina w Hiszpanii, w prowincji León, w Kastylii i León, o powierzchni 12,48 km². W 2011 roku gmina liczyła 154 mieszkańców.